# Percentuale

Simbolo matematico di percentuale

La percentuale (simbolo %) è uno strumento matematico di uso comune che descrive la grandezza di una quantità rispetto ad un'altra. La quantità base rappresenta il 100%.
Nonostante l'uso della percentuale sia molto diffuso nella quotidianità (basti pensare a quanto viene utilizzato nello scontare i prodotti in vendita), esso non è di comprensione così immediata come spesso si ritiene: più di tutto risulta facilmente fraintendibile il confronto fra percentuali.
Per avere chiaro il significato di un numero che esprime una percentuale, è necessario prima di tutto comprendere quale sia la grandezza di riferimento. Infatti qualora cambi la grandezza di riferimento, cambia immediatamente il numero percentuale. Nonostante il passaggio sia banale, molto spesso viene sottovalutato proprio per la sua semplicità, generando confusione.
Quando si confrontano degli aumenti percentuali o delle riduzioni percentuali è sempre indispensabile considerare quale sia la base: non sempre, infatti, si possono fare considerazioni valide sommando o sottraendo delle percentuali.

## Definizione matematica
La percentuale è una delle possibili rappresentazioni numeriche del rapporto tra due quantità (a e b), in cui una (a) viene espressa in centesimi (centesime parti) dell'altra (b); operativamente si ottiene moltiplicando per 100 il quoziente (a/b) della divisione tra le due quantità:
{\displaystyle {\frac {a}{b}}\times 100=n}

o anche:
{\displaystyle {\frac {a}{b}}={\frac {n}{100}}} che rappresenta la proporzione {\displaystyle a:b=n:100}
La quantità "base" b, che si vuole rappresenti il 100%, deve essere posta al denominatore, mentre la quantità a, che deve essere rapportata, va posta al numeratore, e il risultato deve essere interpretato nel senso che a è uguale a n centesime parti di b:
{\displaystyle a=n\times {\frac {b}{100}}}
Non esistono, in realtà, particolari motivi per cui si debba preferibilmente esprimere un rapporto in percentuale, se non la loro maggiore comprensione della gente per via del loro uso comune, specie per i rapporti "sotto" il percento.
La percentuale viene molto utilizzata soprattutto in statistica, anche perché legata all'idea intuitiva di "quanti {\displaystyle a} trovo se prendo a caso 100 {\displaystyle b}" e quindi al concetto di campione.
| 100% | 90%  | 80% | 75% | 70%  | 66,(6)% | 60% | 50% | 40% | 33,(3)% | 30%  | 25% | 20% | 15%  | 12,5% | 10%  | 5%   | 2%   | 1%    | 0,5%  |
| 1⁄1  | 9⁄10 | 4⁄5 | 3⁄4 | 7⁄10 | 2⁄3     | 3⁄5 | 1⁄2 | 2⁄5 | 1⁄3     | 3⁄10 | 1⁄4 | 1⁄5 | 3⁄20 | 1⁄8   | 1⁄10 | 1⁄20 | 1⁄50 | 1⁄100 | 1⁄200 |

## Problemi con somme od operazioni tra percentuali
Le somme e le sottrazioni di percentuali possono avere senso solo se la base è la stessa, altrimenti si otterrà un risultato che non abbia alcun senso; ad esempio: se si avesse una stazione con due binari e poi ne se aggiungesse uno, si avrebbe incrementato il numero dei binari del 50%, il valore di riferimento è infatti 2 (i due binari presenti) e l'aumento è 1 (se due è il 100%, 1 che è la metà di 2 sarà il 50%).
Se alla medesima stazione (con tre binari) si rimuovesse un binario, si avrebbe ridotto il numero dei binari del 33,3%. Infatti il valore di riferimento è 3, mentre la riduzione è 1. Nonostante i binari da ultimo non siano aumentati, essendo rimasti due come all'inizio, se si sottraesse a 50% il 33,3% si otterrebbe un aumento dei binari del 16,6% il che non trova corrispettivo nella realtà.
Per ricavare il n° x (sconosciuto) corrispondente reale dai 3 binari incrementati al 50% si calcola:
{\displaystyle x+(x\cdot 50/100)=3}
ciò risulta
{\displaystyle x+0,5x=3}
ovvero
{\displaystyle 1,5x=3} cioè {\displaystyle x=3/1,5} (si trova il numero di binari di partenza aumentati del 50% che in totale sono 3).
L'errore nasce dal fatto che si confrontano due percentuali che hanno una base diversa. Affinché un valore percentuale possa avere senso è necessario sempre specificare quale sia la base rispetto alla quale lo si calcola, e i valori percentuali molto spesso non sono sommabili o sottraibili in quanto rappresentano delle grandezze che si riferiscono a quantità di base differenti.